# Serial Lover – Der letzte räumt die Leiche weg
Serial Lover – Der letzte räumt die Leiche weg (alternativer deutscher Untertitel: Verliebt, Verlobt, Verstorben) ist eine französische von Schwarzem Humor geprägte Filmkomödie von James Huth aus dem Jahr 1998.

## Handlung
Am Abend vor ihrem 35. Geburtstag lädt die rothaarige und gut aussehende Claire Doste die drei großen Lieben ihres Lebens sowie einen Freund zu einem Abendessen ein. Claire will sich endlich binden und in einem direkten Vergleich herausfinden, welcher von diesen Männern für eine dauerhafte Bindung und eine Familiengründung denn nun der Richtige sei. Doch das Abendessen verläuft anders als erwartet, da ihre Liebhaber einer nach dem anderen ums Leben kommen. Der erste, Sacha, stolpert ihr in der Küche aus Versehen in ein langes Messer, der zweite, Hakim, wird von den großen Scherben eines berstenden Badezimmerspiegels erstochen und dem dritten, Charles, spalten ein Bowlingball und ein Schlittschuh den Schädel. Claires Freund Ruitchi gesteht im Laufe des Abends ebenfalls seine Liebe zu ihr, versucht sich danach aus Verzweiflung mit Tabletten das Leben zu nehmen und wird von der Gastgeberin ebenfalls für tot gehalten. Claire versucht nun vergeblich ihre Schwester Alice telefonisch zu erreichen und um Hilfe zu bitten.
Weil zwei Verbrecher die gesamte Nachbarschaft terrorisieren, ist die Polizei nicht weit und ein penetrant-neugieriger Ermittler steht im Laufe des Abends immer wieder in Claires Wohnung. Darüber hinaus taucht irgendwann ihre Schwester Alice mit einer ganzen Horde ausgeflippter Geburtstagsgäste auf, die ein Tohuwabohu anzetteln und Claires Wohnung völlig auf den Kopf stellen. Schließlich überfallen auch noch die von Inspektor Cellier gesuchten Halunken Claire in ihrer Wohnung und suchen in der dort stehenden Wurlitzer-Jukebox Unterschlupf. Als Dank dafür, dass Claire sie vor dem Inspektor versteckt hielt, schaffen sie die drei Leichen fort.
In den Schlussszenen erklärt Inspektor Cellier, dass er die ganze Zeit von den Leichen gewusst habe und Claire die Gelegenheit geben wollte, dies selbst zuzugeben. Schließlich entstehen romantische Gefühle zwischen dem Inspektor und Claire, doch sobald sie sich näherkommen, bringt Claire auch den Inspektor aus Versehen mit einem Messer um. Im Abspann hört man, wie Claire ihre Schwester Alice erneut anruft und um Hilfe bittet, die Leiche zu entsorgen.

## Kritiken
„Der erste haucht sein Leben in der Küche aus, der zweite im Bad und der dritte im Fernsehzimmer. Und das auf so skurrile Weise, daß dem Liebhaber allerschwärzesten Witzes schon nach einer knappen halben Stunde das Zwerchfell schmerzt. [...] Ein aufdringlicher Polizist, zwei grenzdebile Schwerverbrecher und viele ungebetene Partygäste machen diese Nacht für die hoffnungslos überforderte Claire zu einem hysterischen Höllentrip. Und für den Zuschauer zu einem erstklassigen Vergnügen – dank des respektlos-anarchischen Humors und einer Coolness, die Pulp Fiction-Regisseur Quentin Tarantino zur Ehre gereicht hätte. – Selten war Mord so komisch.“

„Eine von einer überagilen Hauptdarstellerin bestimmte rabenschwarze Komödie, die wenig Feingefühl und dramaturgisches Geschick aufweist und ihr Kapital in grellen Effekten sucht. Einziger Aktivposten ist die brillante Kameraarbeit.“

„Zu surrealer Übertreibung neigende Killer-Komödie mit den wohl witzigsten Todesursachen der Filmgeschichte. […] Dem französischen Filmemacher James Huth ist mit seinem ersten Spielfilm ein äußerst amüsantes Horror-Kabinettstückchen geglückt. Souverän benutzt er dabei die sattsam bekannten Versatzstücke des Genres, um sie lustvoll zu demontieren und dann souverän auf die Spitze zu treiben. Ein Film, wie ihn sich Quentin Tarantino und John Waters am Telefon hätten ausdenken können: ultrastilisierte Kintoppsequenzen, rabenschwarzer Humor, perfektes Timing – eine echte Pulp-Perle. […] Was James Huth in Serial Lover an Einfällen, Situationskomik, Verve und Horror hineingepackt hat, ist schlicht atemberaubend. Sein Film gleicht einer grandiosen Silvesterrakete, die – einmal explodiert – immer neue, spektakulärere Feuerwerksschauer an den Zelluloid-Himmel zaubert.“